# Nesosilicato
Los nesosilicatos, llamados también ortosilicatos, son una división de minerales de la clase silicatos compuestos por átomos de silicio y oxígeno unidos por enlace covalente, con uniones iónicas con cationes muy diversos, produciendo los distintos minerales que componen esta familia. 
Algunos ejemplos de nesosilicatos son: granates (almandino, Piropo, grosularia, espersatina, andradita, uvarovita), olivino, topacio y circón.

## Estructura molecular
Los nesosilicatos corresponden a la unión de un átomo  de silicio con cuatro átomos de oxígeno, conformando un tetraedro aislado de fórmula [SiO4]4−, el cual puede tener enlaces iónicos con metales tales como sodio, calcio, hierro, aluminio, potasio, magnesio, etc.

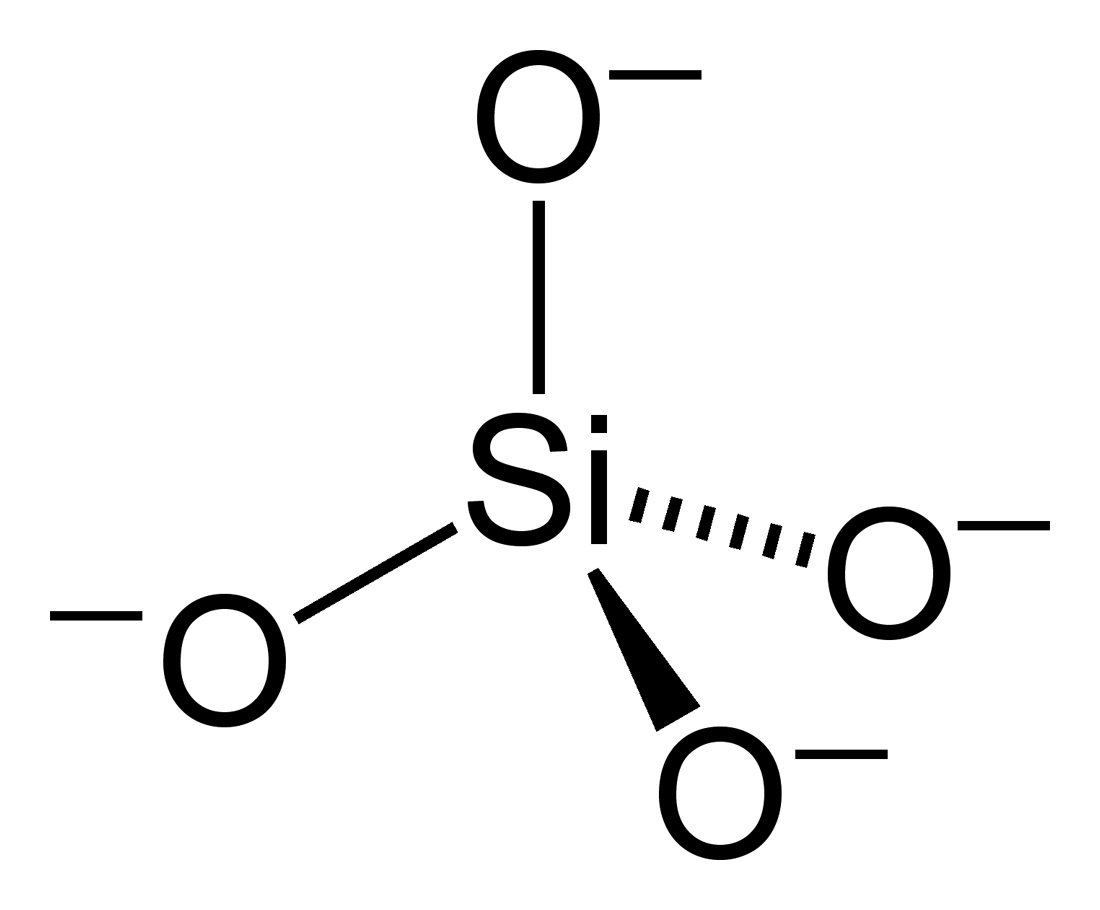
Fórmula estructural.
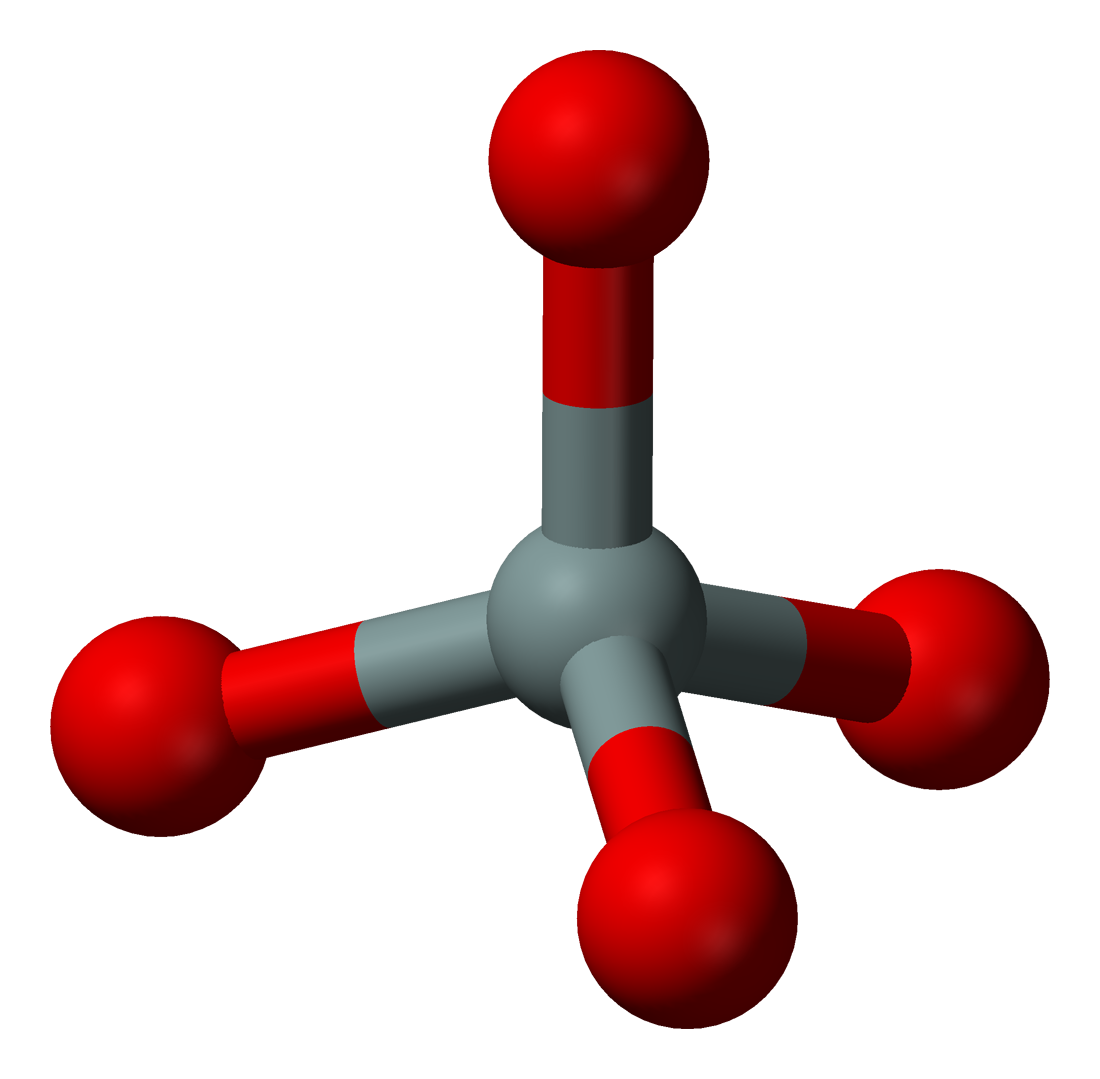
Modelo de bolas y barras.
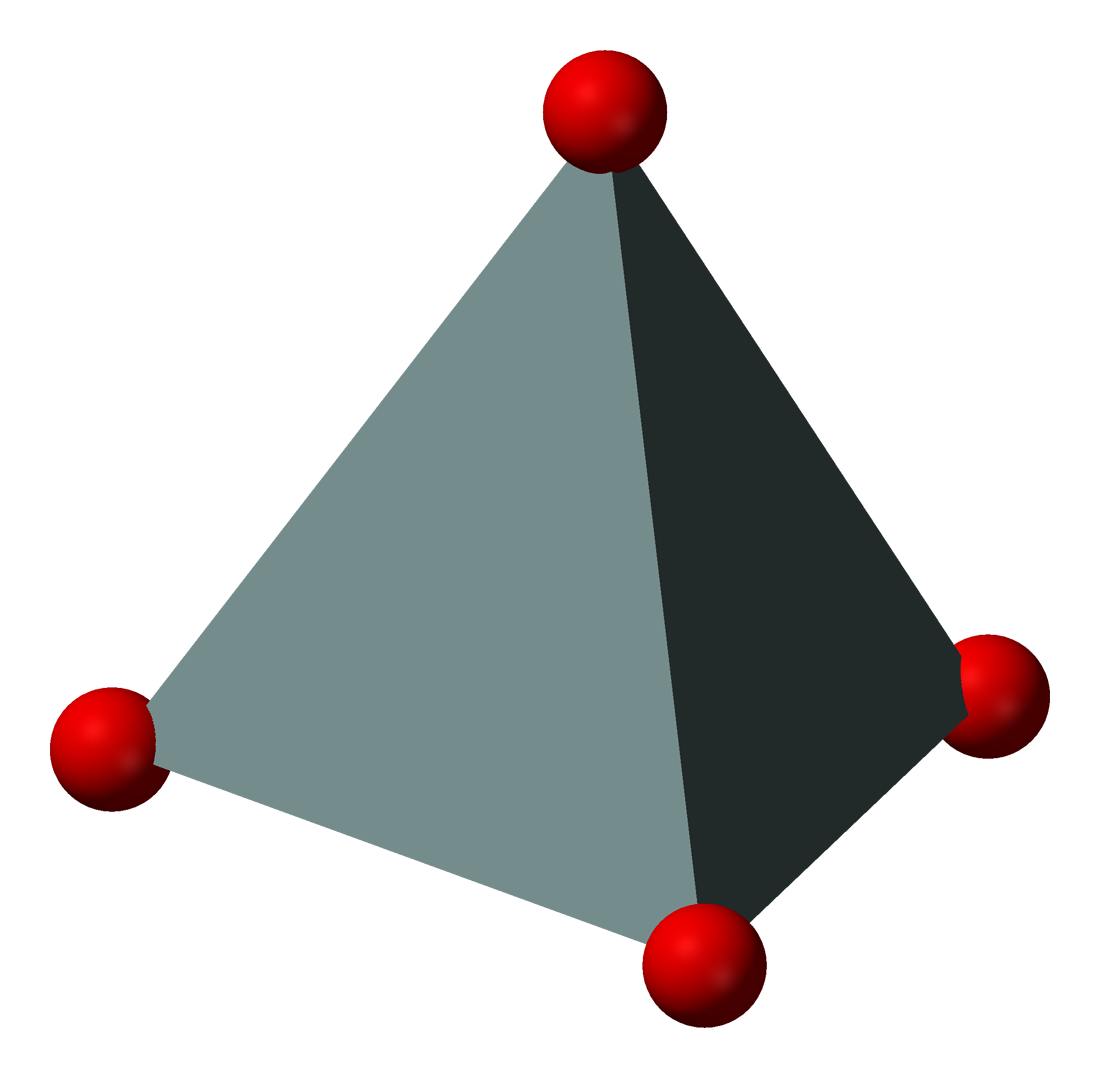
Modelo poliédrico.
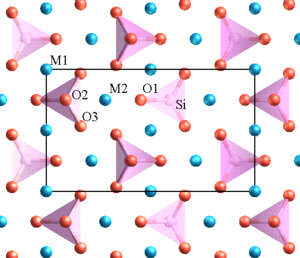
Mineral olivino. En azul se representan los cationes de Mg2+ y Fe2+.

Los tetraedros de SiO4 permanecen unidos entre sí con enlaces iónicos por medio de cationes intersticiales cuyos tamaños relativos y cargas determinan las estructuras de los compuestos.

## Minerales
| Mineral         | Fórmula                    |
| --------------- | -------------------------- |
| Grupo Fenaquita |                            |
| Fenaquita       | Be2SiO4                    |
| Willemita       | Zn2SiO4                    |
| Grupo Olivino   |                            |
| Forsterita      | Mg2SiO4                    |
| Fayalita        | Fe2SiO4                    |
| Tefroíta        | Mn2SiO4                    |
| Grupo Granate   |                            |
| Piropo          | Mg3Al2(SiO4)3              |
| Almandino       | Fe3Al2(SiO4)3              |
| Espesartina     | Mn3Al2(SiO4)3              |
| Grosularia      | Ca3Al2(SiO4)3              |
| Andradita       | Ca3Fe2(SiO4)3              |
| Uvarovita       | Ca3Cr2(SiO4)3              |
| Hidrogrosularia | Ca3Al2Si2O8(SiO4)3−m(OH)4m |
| Grupo Zircón    |                            |
| Zircón          | ZrSiO4                     |
| Torita          | (Th,U)SiO4                 |
| Hafnón          | (Hf,Zr)SiO4                |
| Grupo Al2SiO5   |                            |
| Andalucita      | Al2SiO5                    |
| Cianita         | Al2SiO5                    |
| Sillimanita     | Al2SiO5                    |
| Dumortierita    | Al6.5–7BO3(SiO4)3(O,OH)3   |
| Topacio         | Al2SiO4(F,OH)2             |
| Estaurolita     | Fe2Al9(SiO4)4(O,OH)2       |
| Grupo Humita    | (Mg,Fe)7(SiO4)3(F,OH)2     |
| Norbergita      | Mg3(SiO4)(F,OH)2           |
| Condrodita      | Mg5(SiO4)2(F,OH)2          |
| Humita          | Mg7(SiO4)3(F,OH)2          |
| Clinohumita     | Mg9(SiO4)4(F,OH)2          |
| Datolita        | CaBSiO4(OH)                |
| Titanita        | CaTiSiO5                   |
| Cloritoide      | (Fe,Mg,Mn)2Al4Si2O10(OH)4  |
| Mullita         | Al6Si2O13                  |

## Clasificación de Strunz
Según la 10.ª edición de la clasificación de Strunz, los silicatos se encuadran en la "clase 09" y los nesosilicatos constituyen dentro de ella la "división 09.A", con las siguientes diez familias:
- 9.AA Nesosilicatos sin aniones adicionales; cationes en coordinación [4] tetraédrica
- 9.AB Nesosilicatos sin aniones adicionales; cationes en coordinación [4] y mayores
- 9.AC Nesosilicatos sin aniones adicionales; cationes en coordinación [6] octaédrica
- 9.AD Nesosilicatos sin aniones adicionales; cationes en coordinación [6] y/o mayores
- 9.AE Nesosilicatos con aniones adicionales (O, OH,F,H2O); cationes en coordinación [4] tetraédrica
- 9.AF Nesosilicatos con aniones adicionales; cationes en coordinación [4], [5] y/o sólo [6]
- 9.AG Nesosilicatos con aniones adicionales; cationes en coordinación > [6] +- [6]
- 9.AH Nesosilicatos con CO3, SO4, PO4, etc.
- 9.AJ Nesosilicatos con triángulos de BO3 y/o tetraedros de B[4], Be[4], compartiendo esquina con el SiO4
- 9.AK Uranilo- neso- y poli-silicatos